# 緋色のカケラ
「緋色のカケラ」（アカノカケラ）は、鈴希ゆきの楽曲。2009年7月29日に鈴希の1枚目のシングルとしてavex entertainmentから発売された。

## 概要
個人名義でのメジャーデビュー・シングルである。
表題曲はテレビアニメ『07-GHOST』のオープニングテーマとして使用された。同アニメのエンディングテーマも担当したNoriaが共同作詞を担当した。
CD+DVD盤とCDのみ盤の2形態で発売され、CD+DVD盤には特典として表題曲のミュージック・ビデオとアニメオープニング映像を収録したDVDが同梱された。

## 批評
CDジャーナルは、「疾走感あふれるサウンドとエネルギッシュなヴォーカルが融合したロック・チューンで、ファルセットも素晴らしい」と批評した。

## シングル収録内容
| #         | タイトル                       | 作詞        | 作曲           | 編曲            | 時間  |
| --------- | ------------------------------ | ----------- | -------------- | --------------- | ----- |
| 1.        | 「緋色のカケラ」               | Kana・Noria | NAOKI MAEDA    | Ryo・中川幸太郎 | 3:39  |
| 2.        | 「シグナル」                   | 鈴希ゆき    | 鳴瀬シュウヘイ | 鳴瀬シュウヘイ  | 3:58  |
| 3.        | 「緋色のカケラ」(instrumental) |             |                |                 | 3:40  |
| 4.        | 「シグナル」(instrumental)     |             |                |                 | 3:54  |
| 合計時間: | 合計時間:                      | 合計時間:   | 合計時間:      | 合計時間:       | 15:11 |

## 収録アルバム
| 曲名         | 収録アルバム                                                          | 発売日         | 備考          |
| ------------ | --------------------------------------------------------------------- | -------------- | ------------- |
| 緋色のカケラ | 07-GHOST SOUNDTRACK ～Melody of Michael～                             | 2009年11月18日 | TV Sizeで収録 |
| 緋色のカケラ | カオス上等!!誰得?俺得! avexレアニメソング･コレクション ガールズサイド | 2013年3月13日  |               |

## 収録ライブ映像
- 緋色のカケラ
  - 『EVENT DVD アニメ07-GHOST -あなたに神のご加護を-』（2009年11月20日）